# Atleta-guia

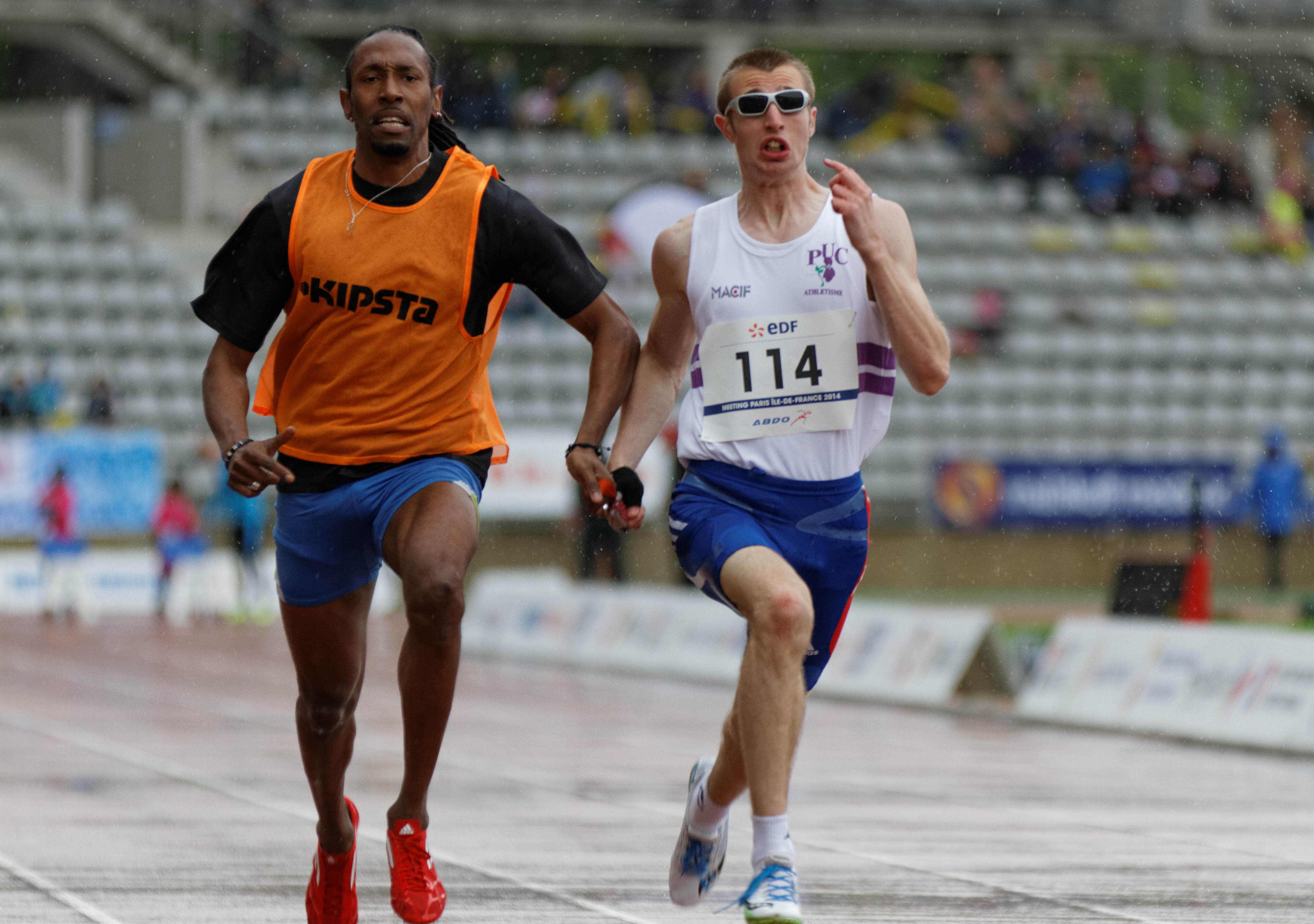
O atleta paralímpico Timothée Adolphe e seu guia, Cédric Felip.

Atleta-guia é um atleta que, nos desportos paralímpicos, faz o papel de guia e de auxiliar para o atleta com cegueira ou deficiência visual. De acordo com Pedro Maroto, técnico responsável pelo atletismo paralímpico, “a coordenação entre ambos (atleta com deficiência visual e atleta-guia) é essencial, sendo até mesmo interessante que tenham as mesmas medidas antropométricas”.
Nos desportos paralímpicos, existem duas categorias para os deficientes visuais: os cegos e as pessoas com baixa visão. Para os atletas com baixa visão, ele pode escolher se quer ou não contar com o auxílio de um atleta-guia durante a prova. Já no caso dos cegos, a atuação de um atleta-guia é obrigatória. Estas regras devem estar de acordo com a International Blind Sports Association (IBAS) e o Comitê Paraolímpico Internacional (IPC).
Antes de 2011 o atleta-guia não recebia medalha. No Mundial de Atletismo da Nova Zelândia, disputado em 2011, foi anunciado que os atletas-guia passariam a também ser medalhados.
Os atletas-guias são uma parte tão próxima e essencial da competição, que o atleta com deficiência visual e o atleta-guia são considerados uma equipe, e os dois atletas são candidatos a medalha. Por conta disso, existem alguns exemplos de atletas-guia que foram atletas olímpicos. Craig MacLean, por exemplo, ganhou uma medalha de prata no sprint por equipe nos Jogos Olímpicos de 2000 e uma medalha de ouro como piloto duplo no sprint duplo nos Jogos Paraolímpicos de 2012.